# Bryopsidella
Bryopsidella é um género de algas, pertencente à família Bryopsidaceae.

## Espécies
- Bryopsidella neglecta (Berthold 1880) Rietema 1975
- Bryopsidella ostreobiformis Calderón-Sáenz & Schnetter